# パシスタ

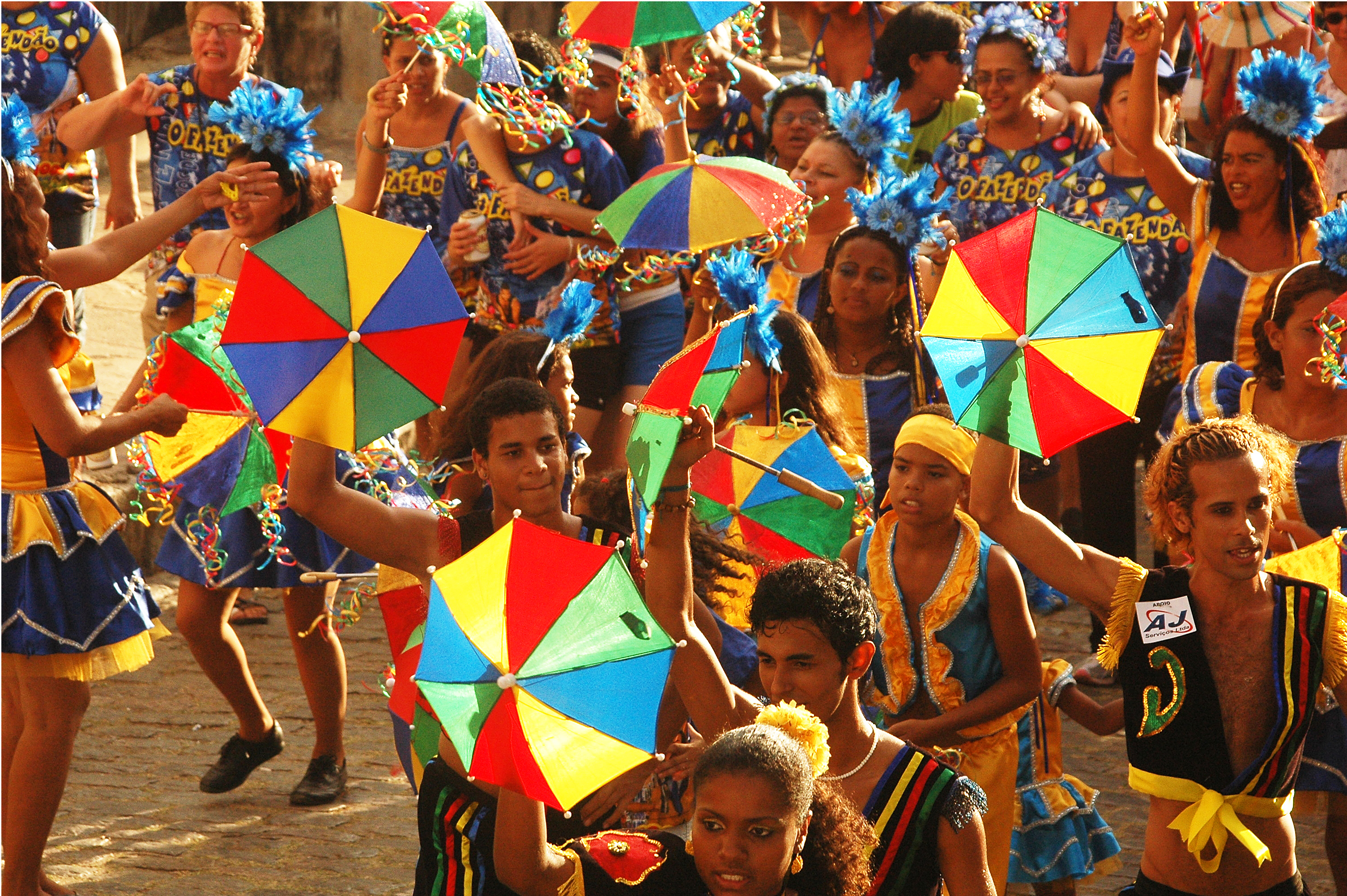
オリンダのカーニバルのパシスタ

パシスタ（葡: passista）は、リオのカーニバルなど、パレードにおけるサンバのソロダンサーのこと。

## 解説
日本では一般的に、タンガ姿で羽根をたくさん背負った女性ダンサーをパシスタと呼ぶことが多い。またパシスタはエスコーラ・ジ・サンバ（以下エスコーラ）の中でも、ほんの少人数のパートであり花形とされる故か、自己顕示欲の強いダンサーがパシスタと自称したがることもある。しかしこれは厳密にパシスタとはいえない。
パシスタとは、あくまでもノペがきちんと踏めて、かつ淀みなくシャープでスムースな踊りができ、またヴァリエーションのある踊りができる技巧派のダンサーである。またパシスタは、サンバショーなどでのコレオグラフィー（振り付け）を中心としたダンスとは違い、あくまでも個人技を披露するダンサーである。したがってアドリブや表現力が要求される非常に難易度の高いダンスパートである。
またパシスタは基本的に羽根をたくさん背負うことはないとされる。理由は羽根をたくさん背負っていると重くなるので、サンバ・ノ・ペを細かく踏んだり軽やかに跳んだりと、ヴァリエーションのある踊りができないからである。したがって、同じようにタンガを着て羽根をたくさん背負っている女性ダンサーで、ノペを多用せず、また細やかなダンスのヴァリエーションや小技を入れない、といったダンサーはパシスタではなく、これらのダンサーはヂスタッキ・ヂ・シャゥン（Destaque de Chão）というのが正しい。なお、パシスタとヂスタッキの違いは技巧派であるかないかだけで、どちらが上であるとか下であるとかではない。
またパシスタに似たパートで、ハイーニャ・ダ・バテリア（Rainha da Bateria バテリアの女王）などがある。これは一般的にパシスタの中から選ばれると思われているが、これも正しくない。これはバテリアが主に容姿などから選んだ女性のソロダンサーで、バテリアと呼ばれる打楽器隊の前で踊る（またはバテリアの中へ入っていって踊ることもある）。したがってハイーニャもまたパシスタのような技巧はあまり要求されないのが現状で、近年リオの多くのエスコーラなどでは有名人やモデルなど外部から招いて踊らせることが多い。
なお近年は、エスコーラにおけるパシスタの役割や人数は減ってきており、アーラス・ダス・パシスタス（Alas das Passistas）として、それらパシスタを、同じ衣装を着た一つの集団として括ることが多くなっている。
日本では、パシスタは女性だけで、それに代わる男性ダンサーは白のスーツなどを着て踊るマランドロ（Malandro）だと思われがちであるが、近年のブラジルにおけるサンバパレードではマランドロが登場する事も少なくなっている。また、男性のパシスタもきちんと存在する。ちなみに、女性はパシスタ・フェミニーナ（Passista feminina）、男性はパシスタ・マスクリーノ（Passista masculino）という。マランドロはかかとで踊るが、男性パシスタは女性パシスタと同様につま先で踊る。
リオのカーニバルでは、優勝や順位とは別に、メディアのグローボがエスタンダルチ・ヂ・オウロ（Estandarte de ouro）という賞の中で、男女のパシスタを選び発表している。